# Fagraea berteroana
Espèce
Classification phylogénétique
Statut de conservation UICN

 LC  : Préoccupation mineure
Fagraea berteroana (variante orthographique F. berteriana ), communément appelé pua keni keni ou pua kenikeni, bois pétrole ou bois tabou est un petit arbre ou grand arbuste de la famille des Gentianacées. Il est appelé pua-lulu dans les îles Samoa et pua à Tonga et à Tahiti,.
Il est originaire du Pacifique tropical, allant du Queensland et de la Papouasie (Nouvelle-Guinée, archipel Bismarck et îles Salomon) à la Micronésie (îles Caroline, îles Gilbert et Mariannes), au Vanuatu, à la Nouvelle-Calédonie, aux Fidji et jusque dans certaines parties de la Polynésie (îles Cook, Marquises, Nauru, Niue, îles Samoa, îles de la Société, Tonga, Australes et Wallis et Futuna ).
La base de données ITIS clarifie l'orthographe du nom (« Publié comme « berteriana » en l'honneur de Bertero ; corrigeable en « berteroana, »..).

## Description
La plante a des branches quadrangulaires avec des feuilles elliptiques à obovales et parfumées. Les fleurs, très odorantes, sont en groupe de 3 à 25, avec une corolle blanche virant au jaune avec le temps. Elles ont une forme de trompette, composée d'un tube long et de 5 pétales longs.

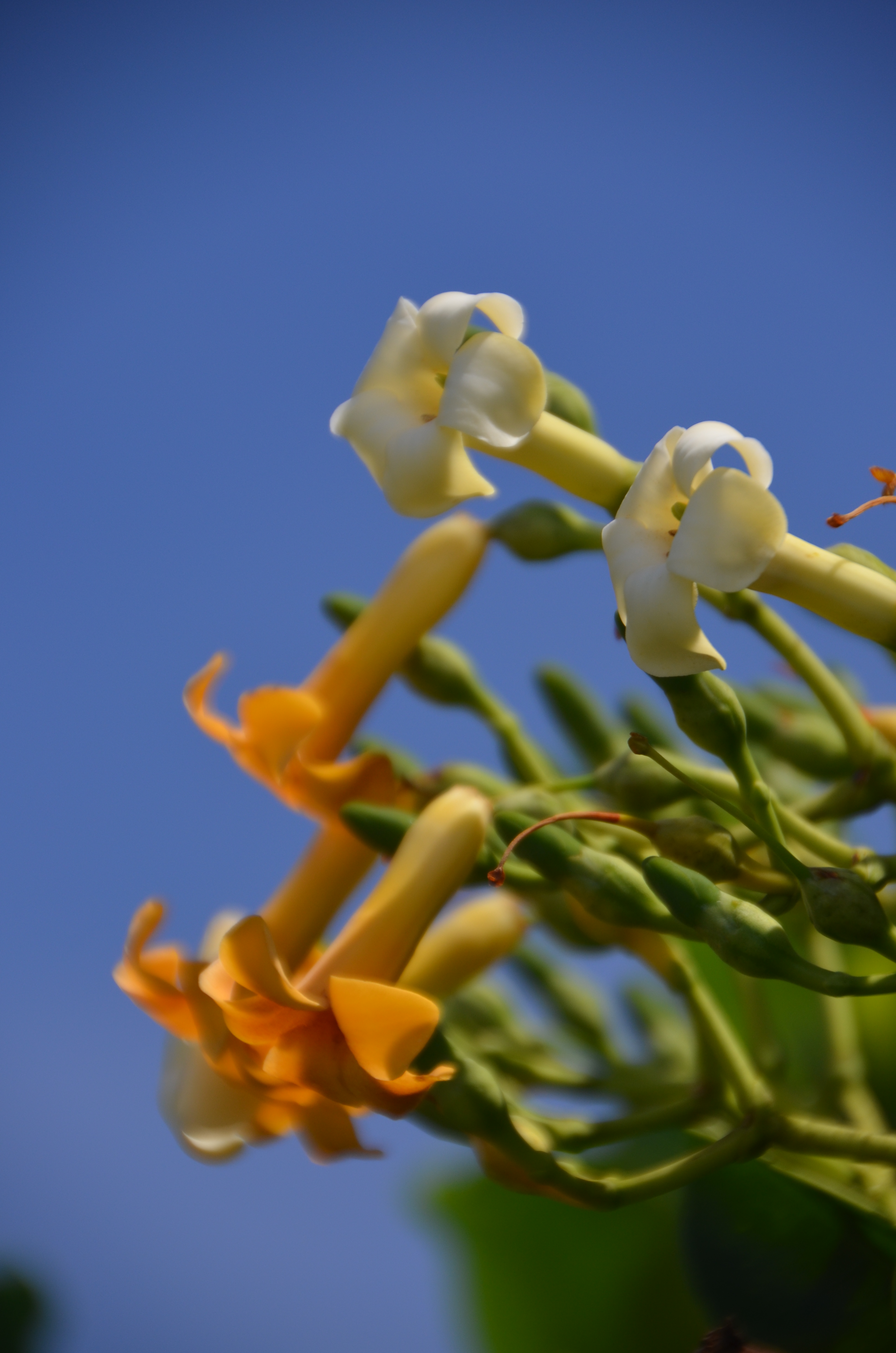

## Utilisation culturelle
Il a été introduit à Hawaï, où les fleurs sont utilisées dans la fabrication du lei . Le nom de l'arbre, en hawaïen, signifie « fleur à dix centimes », en référence au prix d'une seule de ses fleurs dans le passé.